# مؤسسه معماری کالیفرنیای جنوبی
سای-آرک (به انگلیسی: Southern California Institute of Architecture) یک مؤسسه آموزشی مستقل معماری است که در سال ۱۹۷۲ توسط «ری کاپی» تأسیس گردید. این مؤسسه دارای مقاطع تحصیلی کارشناسی و کارشناسی ارشد معماری است. سای-آرک ابتدا در «سانتامونیکا» قرار داشت و پس از آن در سال ۱۹۹۰ به محل دیگری از شهر «لس‌آنجلس» که بین محله‌های «مارینادل‌ری»، «وسچستر»، «کالورسیتی» و «پلایاویستا» قرار داشت، منتقل شد. مؤسسه یک بار دیگر در سال ۲۰۰۰ به محل دیگری از شهر «لس‌آنجلس» تغییر مکان داد که محل فعلی مؤسسه است.
این مؤسسه براساس رتبه‌بندی collegefactual از میان ۱۷۱۵ مدرسه معماری در سرتاسر آمریکا در رتبه ۲۶۰ و از میان ۱۱۶ کالج ایالت کالیفرنیا در رتبه ۲۷ قرار گرفته‌است. همچنین براساس ارزیابی‌های niche، نرخ پذیرش در این مدرسه ۱۰۰٪ است، یعنی تاکنون با همه درخواست‌های دانشجویی برای ورود به برنامه‌های آموزشی آن موافقت شده‌است.